# William Sunsing
William Sunsing Hidalgo (ur. 12 maja 1977) – kostarykański piłkarz grający na pozycji skrzydłowego.

## Kariera klubowa
Karierę piłkarską Sunsing rozpoczął w klubie CS Herediano, w barwach którego zadebiutował w 1994 w pierwszej lidze Kostaryki. Bez większych sukcesów grał w nim do 1996 roku i wtedy przeszedł do AD Ramonense. Tam spędził dwa lata i w 1998 roku wrócił do Herediano. W 2000 roku wyjechał z Kostaryki do Stanów Zjednoczonych by występować w tamtejszej Major League Soccer. W drużynie New England Revolution, mającej siedzibę w mieście Foxborough, był podstawowym zawodnikiem i przez trzy lata rozegrał 48 meczów i zdobył 4 gole. W 2002 roku doszedł z nim do finału Konferencji Wschodniej, jednak odpadł po meczach z Chicago Fire. Jeszcze w trakcie sezonu 2002/2003 wrócił do Kostaryki i grał w Deportivo Saprissa, a w latach 2003–2005 w Municipal Pérez Zeledón.
W 2005 roku Sunsing trafił do Europy. Najpierw został wypożyczony do czeskiego FK Teplice, dla którego zaliczył 8 spotkań, a następnie w 2006 do greckiego APO Akratitos (9 meczów). Latem tamtego roku został piłkarzem Brujas FC. Po roku przeszedł do Municipal Liberia, a w 2008 został piłkarzem Asociación Deportiva Carmelita.

## Kariera reprezentacyjna
W reprezentacji Kostaryki Sunsing zadebiutował 26 stycznia 2000 roku w wygranym 2:1 towarzyskim meczu z Trynidadem i Tobago. W 2002 roku został powołany przez Alexandre Guimarãesa do kadry na Mistrzostwa Świata 2002. Tam był rezerwowym zawodnikiem i nie rozegrał żadnego spotkania.